# Vardagsspråksfilosofi
Vardagsspråksfilosofin är en gren av analytisk filosofi vars fokus ligger mindre på logisk analys av språk och vetenskap och mer på analys av det levande vardagsspråket. Teori för talakter och språklig fenomenologi hos J.L. Austin, medvetandefilosofi hos Gilbert Ryle och språkspel och familjelikhet hos Ludwig Wittgenstein är de kanske mer bestående frukterna av en filosofisk riktning som idag inte är så i ropet som den en gång var. H Paul Grice och hans studier av menande och implikatur studeras ännu flitigt, och en anledning till att vardagsspråksfilosofin inte idag är någon betydande filosofisk riktning är att många av dess framsteg och upptäckter nått vetenskapens säkra gång och istället idag studeras och utvecklas inom ämnet lingvistik.

## Vardagsspråksfilosofins genealogi
Den analytiska filosofins ursprung står att finna hos Bertrand Russell och G.E. Moore (se även Gottlob Frege). Typiskt för skillnaden mellan Russell och Moore var att medan Russell var skolad matematiker var Moore en mer typisk humanist, som till exempel var han både okunnig i, och ovillig att lära sig, differentialkalkyl. Medan Russells gren av filosofin kom att använda mycket symbolisk logik och ha stort intresse för naturvetenskapen och dess problem kom Moores efterföljare att analysera det vardagliga språket och dess funktion i det dagliga livet, med kunskaper i språk och humanistisk bildning som verktyg.
Om Austin eller Wittgenstein var upphovet till vardagsspråksfilosofins uppsving efter andra världskriget har diskuterats. Det finns också en icke mänsklig utmanare, tidsandan.
Austin är på många sätt självständig i förhållande till Wittgenstein och bör ses som en självständig kraft i utvecklingen av vardagsspråksfilosofin. På samma gång är Wittgensteins inflytande på många andra i den så kallade oxfordfilosofin väl belagt. Efter kriget fanns det många humanistiskt skolade filosofer som vägrade fortsätta med hegelsk idealism och annan filosofi som var vänd från vetenskap och framstegstro. Dessa filosofer hade varken intresse för, eller nödvändiga förkunskaper för, att arbeta med den filosofiska logiken eller problem i vetenskapen. Inte heller lockade den kontinentala filosofin, till exempel Martin Heideggers och Jean-Paul Sartres, som låg så långt från den tidens brittiska anda. Moore hade visat hur man kunde bedriva humanistiskt inriktad världstillvänd filosofi med respekt för vetenskap och förnuft utan att blanda in formell logik och utan direkt arbete med vetenskapens frågor. När Wittgenstein och Austin framträdde som nyskapande filosofer i Moores tradition fanns det många som var redo att ta vid och utveckla den i samma riktning.

## Austin: Talakter
Austin lägger fram sin teori för talakter mest utvecklat i boken How to do things with words 1962.
Yttranden är inte bara deskriptiva eller evalutiva. Ett uttalanden kan också vara en handling. I att säga till exempel "jag lovar att ..." är själva uttalandet en handling.
Begrepp som Austin använder i sina analyser är:
- Lokutionär akt - vad som sägs, en meningsfull sekvens av ord, oberoende av åhöraren
- Illokutionär akt - vad som avses, ge ett löfte, uppmuntra, inte vilken effekt det ger, oberoende av åhöraren
- Perlokutinär akt - vilken effekt, skrämma, övertala, uppträder när effekten genereras hos åhöraren

Austins teori för talakter har senare utvecklats av amerikanen John Searle, särskilt i boken Speech Acts 1969.
Det hopp om talaktens betydelse för olika filosofiska problems lösning som Austin och andra hade på femtiotalet kom aldrig att fullt infrias. Den skördetid som man räknat med, till exempel på moralfilosofins område, inträdde aldrig.

## Ytterligare vardagsspråksfilosofier
- H Paul Grice, Menande och implikatur
- Ryle, Concept of Mind
- J.L. Austin, Språklig fenomenologi